# Černý Most
Černý Most est un quartier pragois situé dans l'est de la capitale tchèque, appartenant à l'arrondissement de Prague 14, d'une superficie de 210 hectares est un quartier de Prague. En 2015, la population était de 24398 habitants.
La ville est devenue une partie de Prague en 1987.